# Pat Corner
Pat Corner er en dansk stum detektivfilm fra 1909 produceret af Nordisk Films Kompagni og instrueret af Viggo Larsen, der også spiller hovedrollen som mesterdetektiven Pat Corner.
Filmen blev distribueret i tysktalende lande under titlerne Pat Corner, der Meisterdetektiv og Der Goldbestand in Gefahr    og i engelsktalende lande som Pat Corner, The Master Detective. Filmen havde premiere i USA den 22. maj 1909.

## Handling
På et værtshus foregiver en krøbling at blive dårlig, og han får lov af værten til at hvile sig i et lagerlignende rum. Da værten er gået, åbner manden en lem i gulvet og kryber ned i kælderen, som støder op til en bank. Han hugger løs på muren, men en vagtmand hører støjen og meddeler det til direktøren, som derefter går ned og lytter. Detektiven Pat Corner tilkaldes. Bankhvælvingerne inspiceres, men "krøblingen" ligger atter i lagerrummet og hjælpes bort. Corner inspicerer omgivelserne og konstaterer, at man fra værtshusets lagerrum via en skjult lem kan komme ned i kælderen. Værten fortæller om krøblingen, og Corner opsøger ham i hans tilholdssted i kælderen. Corner forsøger at true den blinde og lamme mand, men uden held. Han forlader ham, og krøblingen forsvinder gennem en camoufleret lem i muren og mødes med en medskyldig. Corner har fået assistance af bankdirektørens førstemand, som skal holde vagt i krøblingens kælder. Her overmandes han af de to forbrydere, som slæber ham ind i et tilstødende kælderrum, hvor de truer ham. Corner er snart tilbage med et par betjente. Han ser, at bankmedhjælperen er borte. Den camouflerede mur sprænges med krudt. Forbryderen overmandes, og bankmanden frelses.

## Medvirkende
- Viggo Larsen som Pat Corner
- Axel Boesen som bankmanden
- Elith Pio
- Gudrun Kjerulf